# سونی اریکسون دبلیو۹۸۰
سونی اریکسون دبلیو980 یک مدل از گوشی‌های سونی اریکسون است که در تاریخ ۱۰ فوریه ۲۰۰۸ معرفی شد.